# Loterie de la survie
La loterie de la survie est une expérience de pensée proposée en 1975 par le philosophe John Harris. La base de cette idée est d'imaginer que le don d'organe nous assure de sauver plus de personnes qu'il n'en tuerait : on suppose que tous les individus se voient assigner un chiffre et que lorsque l'un d'entre eux est tiré à la loterie quand on a besoin d'un organe, il est censé renoncer à sa vie pour permettre à deux personnes ou plus de vivre.

## Arguments en faveur de la loterie
L'argument en faveur de la loterie de la survie se présente ainsi :
1. Imaginons que le don d'organe soit parfait.
2. Il n'y a aucune différence entre tuer et laisser mourir.
3. Étant donné 1 et 2, nous devrions adopter la Loterie de la survie.

L'article met au défi la croyance selon laquelle il y a une différence entre tuer et laisser mourir, et explore les conséquences morales qui en découlent.

## Hypothèses sur lesquelles repose la loterie
La loterie de la survie repose sur les hypothèses suivantes :
1. Toute vie a une valeur égale, qu'elle soit tuée ou qu'on la laisse mourir naturellement.
2. Deux vies sauvées ont plus de valeur qu'une seule vie qui a été tuée pour les sauver.
3. Deux vies sauvées seraient totalement guéries, ou suffisamment guéries pour l'emporter qualitativement sur une seule vie en bonne santé tuée pour les sauver.
4. Deux vies sauvées seraient capables de vivre assez longtemps à l'aide des organes transplantés (éliminant tout rejet ainsi que la maladie qui a originellement rendu nécessaire leur remplacement).

## Arguments contre la loterie
Il est possible de réfuter une ou plusieurs de ces hypothèses, et ainsi d'invalider la loterie de la survie, en prouvant que, même si l'on suppose que tuer et laisser mourir peuvent recevoir la même valeur, les vies en jeu ne peuvent pas être jugées équivalentes, ni les vies sauvées plus grandes que l'unique vie perdue.

## Sources
- The Survival Lottery, John Harris - In Applied Ethics, Oxford Readings in Philosophy, ed. Peter Singer
- Harris, John (1975) "The survival lottery." Philosophy, 50: 81-87.